# Distrito de Sanagorán
El Distrito de Sanagorán es uno de los ocho que conforman la Provincia de Sánchez Carrión, ubicada en el Departamento de La Libertad, bajo la administración del Gobierno regional de La Libertad.  
Desde el punto de vista jerárquico de la Iglesia católica forma parte de la Prelatura de Huamachuco.

## Historia
El distrito fue creado mediante Ley del 3 de noviembre de 1900, en el gobierno del Presidente Eduardo López de Romaña.

## Etimología
La palabra «Sangorán» proviene del verbo sanar, originado por las vivencias de un hacendado, su hija, un visitante y las flores amarillas de retama

## Geografía
Abarca una superficie de 324,38 km².

## Autoridades

### Municipales
- 2011 - 2014[2]
  - Alcalde: Santos Melquiadez Ruiz Guerra, del Movimiento Nueva Izquierda (MNI).
  - Regidores: Severino Lavado Garcia (MNI), Martín Bonifacio Bernuy Toribio (MNI), Gregorio Vera Paredes (MNI), Luzmila Guerra Polo (MNI), Otilio Arenas Henríquez (Partido Nacionalista Peruano).[3]
- 2007 - 2010
  - Alcalde: Santos Melquiadez Ruiz Guerra, del Partido Alianza para el Progreso.

### Policiales
- Comisario:  PNP.

### Religiosas
- Prelatura de Huamachuco[4]
  - Obispo Prelado de Huamachuco: Monseñor Sebastián Ramis Torres, TOR.[5]
- Parroquia
  - Párroco: Pbro. .

## Atractivos Turísticos

### Catarata La Julgueda
Esta catarata también es conocida como la bella encantadora por los pobladores locales. La catarata se encentra ubicada a 2672 m s. n. m. y  está ubicada en el caserío de Caracmaca, se encuentra rodeada por abundante vegetación tiene una altura de 50 metros.

### Baños Termales El Huayro
Esta fuente termal se encuentra ubicada en el caserío del Huayro, al costado de un río; estas aguas contienen mangnesio y hierro, es por eso  que sus aguas son de color naranja rojizo; son utilizada para aliviar enfemedades reumática y artitrícas.